# Розваги дорослих дівчат
Розваги дорослих дівчат (англ. Rough Night) — американська комедія режисера в стилі чорного гумору від режисера Люсії Аніелло. У головних ролях Скарлетт Йоганссон, Зої Кравітц, Кейт Маккінон та інші.
Світова прем'єра відбудеться 15 червня 2017 року. Прем'єра в Україні відбулась 13 липня 2017-го. Українською мовою фільм перекладено та озвучено компанією B&H Film Distribution.

## Сюжет
П'ять найкращих подружок з коледжу (у виконанні Скарлетт Йоганссон, Зої Кравітц, Кейт Маккінон, Джиліан Белл та Ілани Ґлейзер) вирішили возз'єднатися через 10 років задля дикої дівочої вечірки на вихідні у Маямі. Але як поводитимуться дівчата, коли їхня палка гулянка випадково стане місцем злочину?

## Акторський склад
- Скарлетт Йоганссон — Джесс
- Кейт Маккінон — Піппа
- Джилліан Белл — Еліс
- Ілана Ґлейзер — Френкі
- Зої Кравітц — Блер
- Пол Даунс — Пітер
- Демі Мур — Лея
- Тай Баррел — П'єтро
- Колтон Гейнс — офіцер Скотті
- Хасан Мінаж
- Дін Вінтерс — детектив Фрейзер
- Раян Купер — Джей
- Енріке Мурсіано
- Каран Соні — Равів
- Бо Бернем — Тобі

## Виробництво
22 червня 2015 року оголосили, що компанія Sony Pictures виграла на аукціонній війні сценарій комедії під назвою «Move That Body», яку написали Люсія Аніелло та Пол Даунс. Відомо, що у майбутньому фільмі Аніелло також буде режисером, а Даунс виконає роль другого плану.

### Кастинг
15 грудня 2015 року стало відомо, що Скарлетт Йоганссон гратиме головну роль у фільмі. 28 квітня 2016 до акторського складу приєдналася Зої Кравітц. 2 травня оголосили, у стрічці, вже під новою назвою «Rock That Body», також гратимуть Кейт Маккінон, Джиліан Белл та Ілана Ґлейзер. Демі Мур, Тай Баррел, та Колтон Гейнс приєдналися до складу у серпні 2016 року, а у вересні — Енріке Мурсіано та Хасан Мінаж.

### Зйомки
Основні знімання розпочалися у серпні 2016 року в Седдл Рок, штаті Нью-Йорк. 26 вересня 2016 року вони завершилися в Маунт-Вернон, Нью-Йорк.

### Саундтреки
Skrillex, Кліфф Мартінез (які раніше співпрацювали у фільмі Відв'язні канікули), Outlines та Домінік Льюіс написали музику для стрічки.